# Johann Friedrich Mayer (Theologe)

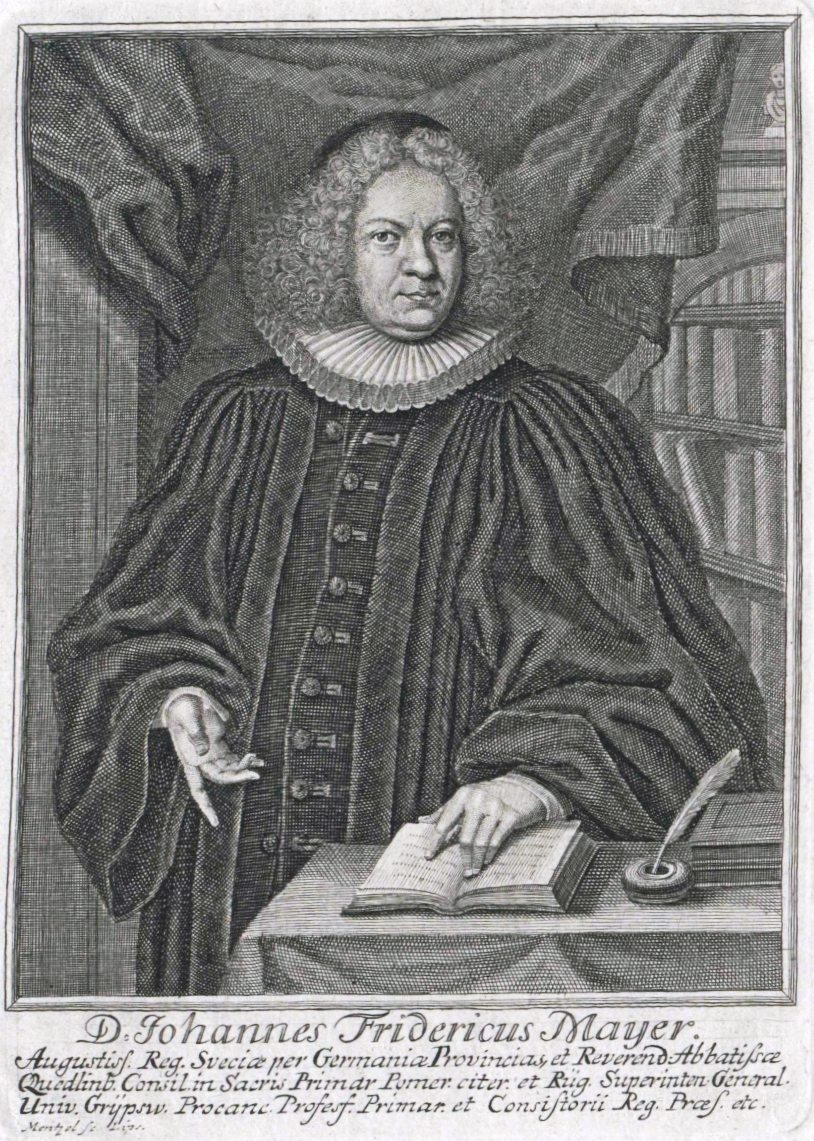
Johann Friedrich Mayer, Stich von Johann Georg Mentzel

Johann Friedrich Mayer (* 6. Dezember 1650 in Leipzig; † 30. März 1712 in  Stettin) war ein deutscher lutherischer Theologe. Er publizierte auch unter dem Pseudonym Alet(h)ophilus.

## Leben und Wirken
Johann Friedrich Mayer war der Sohn von Johann Ulrich Mayer (1616–1679) und seiner Frau Ursula Sophia Braun. Er besuchte die Universität Leipzig und erwarb am 21. April 1666 den Grad eines Baccalaureus und am 30. Januar 1668 den akademischen Grad eines Magisters der freien Künste an der philosophischen Fakultät. Er begab sich im Anschluss an die Universität Straßburg, wo er sich bis 1670 bei Balthasar Friedrich Salzmann und Balthasar Bebel dem theologischen Studium widmete.
In Leipzig fand er am 13. Februar 1671 als Baccalaureus der Theologie Aufnahme in die Theologische Fakultät der Leipziger Hochschule. Am 29. Januar 1672 wurde er Sonnabendprediger in seiner Heimatstadt und noch im selben Jahr Superintendent in Leisnig. Am 29. Mai 1673 avancierte er zum Lizentiaten und wurde am 19. Oktober 1674 zum Doktor der Theologie promoviert. Am 27. November 1678 wurde er Pastor und Superintendent in Grimma, dennoch wollte er den akademischen Weg verfolgen, da ihn die Position in Grimma nicht ausfüllte. Mayer hatte sich während seiner pfarramtlichen Tätigkeit einen Namen als Verfasser von Streitschriften gegen Synkretisten, Arminianer und Papisten gemacht.
Nach einer Entscheidungsfindung des sächsischen Oberkonsistoriums in Dresden wurde er am 12. Mai 1684 auf die vierte theologische Professur der Universität Wittenberg berufen. Hier wirkte er neben Abraham Calov, Johann Andreas Quenstedt sowie Johann Deutschmann und versah das an die Professur gebundene Amt des zweiten Predigers an der Wittenberger Schlosskirche sowie zusätzlich die Verwaltung der kurfürstlichen Stipendiaten. Bereits bei seiner Antrittsrede forderte er unter dem Hinweis auf Philipp Jacob Speners Pia desideria, dass die Theologie umkehre und statt der Spekulation die Frömmigkeit pflege.
Mayer, der auch im Wintersemester 1684 Rektor der Wittenberger Hochschule gewesen war, gab in seinem Privatleben mit einem Zerwürfnis seiner Gattin schweren Anstoß, das mit einer damals seltenen Scheidung endete. Dies beeinträchtigte Mayers Wittenberger Wirksamkeit und führte dazu, dass man seiner Berufung als Hauptpastor der St.-Jacobi-Kirche nach Hamburg 1686 schnell zustimmte. Spener war im Ehescheidungsverfahren als Gutachter tätig, was zu einem tiefgehenden und dauerhaften Zerwürfnis zwischen Mayer und Spener führte, zumal dieser ihm auch zwei anstehende Professuren in Wittenberg verwehrte. Mayer sollte sich in der Folge als Vertreter der lutherischen Orthodoxie zu einem der ärgsten Gegner Speners entwickeln.
Berüchtigt wurde ein heftiger Streit, der durch den Hamburger Religions-Revers 1690 unter den Hamburger Hauptpastoren über die Zulässigkeit von pietistischen Konventikeln ausbrach. Mayer lehnte diese wie den Pietismus insgesamt vehement ab, während Johann Heinrich Horb, der Hauptpastor an St. Nikolai, sie befürwortete, unterstützt von Abraham Hinckelmann, dem Hauptpastor an St. Katharinen, und Johann Winckler, dem Hauptpastor an St. Michaelis. Mayer setzte sich zunächst durch und sorgte für Horbs Absetzung; nach Mayers Weggang wurde der eher vermittelnde Winckler Senior des Hamburger Geistlichen Ministeriums.
In seiner Tätigkeit in Hamburg entwickelte Mayer auch einen regen brieflichen Gedankenaustausch mit Vertretern seiner Zeit. Er war am Hamburger Akademischen Gymnasium tätig, bekleidete kurzzeitig eine Professur an der Universität Kiel und wurde zum Oberkirchenrat von Holstein ernannt. Zudem ernannte ihn 1691 König Karl XI. von Schweden zum Oberkirchenrat der deutschen Lande unter schwedischer Herrschaft. 1698 war er als Konsistorialrat der Äbtissin von Quedlinburg Anna Dorothea von Sachsen-Weimar tätig und vermittelte auch in theologischen Angelegenheiten in Berlin.
Da er in Hamburg  zu einem der wichtigsten Vertreter der lutherischen Orthodoxie als Kontroverstheologe avanciert war, bot Karl XII. von Schweden ihm nach dem Tod von Konrad Tiburtius Rango am 11. Mai 1701 dessen Posten als Generalsuperintendent von Schwedisch-Pommern an, worauf er am 12. August einging. Mit dem Amt verbunden wurde er Ordinarius der Theologischen Fakultät der Greifswalder Hochschule, Pfarrer und Stadtsuperintendent am Dom St. Nikolai, Prokanzler der Universität und Vorsitzender am Greifswalder Konsistorium. Gestützt auf seine bereits umfangreich angelegte Bibliothek und Kunstsammlung entwickelte Mayer in Greifswald eine ausgedehnte schriftstellerische Tätigkeit.
Mayer beteiligte sich an den organisatorischen Aufgaben der Universität und war 1701 und 1705 deren Rektor.
Er befasste sich mit der Geschichte Pommerns und beabsichtigte, eine gelehrte Gesellschaft ins Leben zu rufen. Dabei kamen ihm aber die Ereignisse des Großen Nordischen Krieges dazwischen. Loyal zu seinem schwedischen Herrn, sollte er nach dem Einmarsch der gegnerischen Truppen am 25. Januar 1712 für Peter den Großen und August dem Starken in der Nikolaikirche einen Gebetsgottesdienst halten, worin er die dauerhafte Vertreibung seines schwedischen Dienstherrn erbeten sollte. Dies versetzte ihn so in Aufregung, dass er einen Schlaganfall erlitt. Er legte auf Grund dieses Ereignisses alle Ämter nieder und begab sich nach Stettin, wo er an einem weiteren Schlaganfall verstarb.
J.F.Mayer heiratete am 29. Mai 1673 Catharina Sabina Welsch, die Tochter des Leipziger Medizinprofessors Gottfried Welsch; sein Sohn Johann Abraham Mayer wurde später Professor der Medizin in Greifswald. 1686 wurde die Ehe wieder geschieden.

## Bedeutung
Mayer, der als streng orthodoxer Lutheraner keine Abweichungen im Glauben duldete, wollte als Glaubensfanatiker einen Alleinvertretungsanspruch der Lutherischen Orthodoxie im Zeitraum der Spätorthodoxie etablieren. Dass diese verhärteten Position der Orthodoxie die Legitimationsgrundlagen entzog, erkannte er nicht. Durch die starre Haltung konnten sich die Strömungen des Rationalismus und der Frühaufklärung erst entfalten, was wohl aber nie sein Ziel war.

## Buch- und Kunstsammlungen
Mayer baute sich eine umfangreiche Buch- und Kunstsammlung auf. Seine Bibliothek war eine der größten Privatbibliotheken des frühen 18. Jahrhunderts. Zu seiner Kunstsammlung gehörten eine Schausynagoge, eine umfangreiche Medaillensammlung und zahlreiche Bilder, unter anderem Cranachs Porträts der Wittenberger Reformatoren. Im Jahre 1694 bekam Mayer eine achtstimmige Hausorgel durch den bedeutenden Orgelbauer Arp Schnitger geschenkt, welche er 1701 bei seinem Umzug nach Greifswald mitnahm. Nach Mayers Tod wurde seine Bibliothek versteigert. Die Bilder verblieben zunächst überwiegend im Besitz der Familie und wurden erst Ende des 18. Jahrhunderts versteigert. Eine Rubens-Kopie aus Mayers Sammlung hängt heute in der Kirche Neuenkirchen. Die Hausorgel wurde 1742 in der Gutskapelle Deyelsdorf aufgestellt, von ihr sind das Gehäuse und zwei originale Register von Arp Schnitger erhalten.

## Schriften

### Selbständige Schriften (Auswahl)
Mayer hat 281 Schriften im Druck veröffentlicht, so dass hier nur eine Auswahl aufgeführt werden kann.
- Museum ministri ecclesiae
- L. de electione Pontificis Rom. Hamburg 1700
- Historia versionis Germanicae Bibiorum Lutheri
- Historia synodorum Gryphiswaldensium
- De side Baronii & Bellarmini ipsis Pontificiis ambigua
- Ecclesia Papaia Luterane patrona & cliens
- Bibliotheca Biblica, Greifswald 1702
- Chrysostomus Lutheranus, Wittenberg 1686
- Ves und wiedergefundenes Kind Gottes
- Hamburgischer Sabbath
- Hamburgisches Ninive
- Bibliotheca scriptorum Theologiae moralis, so mit Strauchens Theologiae morali, Greifswald 1705
- Eclogae evangelicae
- Erste Früchte der Beredsamkeit
- Würdiger Communicant
- Warnung für einen falschen Eyd
- Betendes Kind Gottes
- Buß und Gebetsprüche
- Evangelischer Engel
- Wiederholung der heiligen Sabbathsarbeit
- Gottgeheiligte Früh-Stunden; 1706 Leipzig durch Nicolaus Thürmann
- Lanx satura lucubrationum philologicarum, Straßburg 1669
- Bild Königs Karl XII, Greifswald 1708

### Briefe
- Greifswaldisches Wochen-Blatt. 1744. (Abdruck von Auszügen aus Mayers Briefwechsel)
- Handschriftliche Briefe Mayers an Johann Albrecht Fabricius. In: Staats- und Universitätsbibliothek Hamburg. Nachlass Reimarus M. 7-55.
- Handschriftliche Briefe Mayers an G. Spizel. In: Staatsbibliothek Augsburg.

### Sonstiges
- Johann Carl Dähnerts „Pommersche Bibliothek“. Band 2, Greifswald 1753, S. 405–424, 445–459, 525–535 Band 3, Greifswald 1754, S. 41–58, 83–93.
- Kurt Detlev Möller: Johann Albrecht Fabricius 1668–1736. In: Zeitschrift des Vereins für hamburgische Geschichte. Jg. 36 (1937) S. 1–64, hier bes. S. 43.